# Болеслав IV Легницкий
Болеслав IV Легницкий (пол. Bolesław IV legnicki, нем. Boleslaw IV von Liegnitz; 1349/1352 — 3/4 марта 1394) — князь Легницкий с 1364 года (вместе с братьями).

## Биография
Представитель легницкой линии Силезских Пястов. Третий сын князя Вацлава I Легницкого (1310/1318 — 1364) и Анны Цешинской (ок. 1324—1367). Братья — князья Руперт I, Вацлав II и Генрих VIII Легницкие.
В 1364 году после смерти Вацлава I Легницкого Болеслав IV вместе с братьями Рупертом I, Вацлавом II и Генрихом VIII получил в совместное владение Легницкое княжество. С 1364 по 1373 год регентом княжества и опекуном несовершеннолетних князей был их дядя, князь Людвик I Бжегский.
Как и его братья Вацлав II и Генрих VIII, Болеслав IV с детства был предназначен отцом для духовной карьеры. Это должно было предотвратить раздробление и так небольшого княжества. Кроме того, 2 декабря 1372 года братья заключили договор о неделимости княжества в течение следующих десяти лет. Этот договор, который был в последующие годы продлен, оставлял Болеслава IV и его братьев (которые были только соправителями княжества) без какой-либо реальной власти в Легницком княжестве, которым фактически управлял их старший брат Руперт I.
В 1365 году по просьбе папы римского Урбана V император Священной Римской империи Карл IV Люксембургский передал во владение Болеславу Легницкому богатые пребенды в Краковской и Вроцлавской епархиях.
Но после 1373 года Болеслав IV решил оставить духовную карьеру, в том числе отказался от управления в Легницком княжестве (соглашаясь на формальное соправительство). Болеслав Легницкий стал принимать участие в политической жизни, 6 июля 1376 года он принимал участие в коронации Вацлава IV Люксембургского римской короной в Аахене.
Формальное управление Легницким княжеством вместе со старшим братом Рупертом I было официально подтверждено 6 января 1383 года во время принесения оммажа королю Чехии Вацлаву IV Люксембургскому.
Князь Болеслав IV Легницкий умер, не оставив потомства, между 3 и 4 марта 1394 года, в результате смертельного ранения во время рыцарского турнира.